# 希道什
希道什，是匈牙利巴兰尼亚州所辖的一个村。总面积19.06平方公里，总人口2067，人口密度108.4人/平方公里（2011年1月1日）。